# Milk and Scissors
Milk and Scissors è il secondo album in studio del gruppo musicale statunitense The Handsome Family, pubblicato nel 1996.

## Tracce
1. Lake Geneva – 3:11
2. Winnebago Skeletons – 4:13
3. Drunk By Noon – 2:51
4. The House Carpenter – 3:36
5. The Dutch Boy – 3:51
6. The King Who Wouldn't Smile – 2:35
7. Emily Shore 1819-1839 – 4:34
8. 3-Legged Dog– 4:34
9. #1 Country Song – 3:35
10. Amelia Earhart vs. The Dancing Bear - 3:13
11. Tin Foil - 2:41
12. Puddin' Fingers - 1:41